# Giampiero Albertini
Giampiero Albertini (* 20. Dezember 1927 in Muggiò; † 14. Mai 1991 in Rom) war ein italienischer Schauspieler und Synchronsprecher.

## Leben und Werk
Albertini studierte an der „Accademia dei Filodrammatici“ in Mailand und begann 1953 mit der Theaterarbeit in der italienischen Hauptstadt. Dabei arbeitete er mit Regisseuren wie Giorgio Strehler und Orazio Costa zusammen, später auch mit dem „Stabile di Bolzano“. Ab 1962 widmete er sich ausschließlich dem Film (und später dem Fernsehen), als er in La marcia su Roma die bedeutende, wenn auch nicht umfangreiche Rolle des „Cristoforo“ interpretierte. In seiner Filmografie von rund 70 Titeln finden sich künstlerisch ambitionierte Werke, aber auch zahlreiche kommerzielle Werke, wobei Albertini oftmals kleinere Rollen spielte. Bekannt wurde er auch durch die Darstellung von Polizeibediensteten in Poliziottesco-Filmen. Meist spielte er den vom Leben gezeichneten, hart gesottenen Polizisten. Auch in Komödien und historischen Stoffen wirkte Albertini mit.
Für das Fernsehen spielte Albertini in zahlreichen erfolgreichen Filmen. Daneben wirkte er in Werbespots von Küchengeräteherstellern und arbeitete als Synchronsprecher; so war er Peter Falks italienische Stimme als Columbo.
In Deutschland wurde er unter anderem von Kurt E. Ludwig synchronisiert.

## Filmografie (Auswahl)
- 1962: La marcia su Roma
- 1963: Die Peitsche im Genick (I compagni)
- 1964: La vita agra
- 1965: Made in Italy
- 1965: 7 goldene Männer (Sette uomini d'oro)
- 1966: Das Superding der 7 goldenen Männer (Il grande colpo dei sette uomini d'oro)
- 1967: Ehe in Rom (Il padre di famiglia)
- 1967: Komm Gorilla, schlag zu (Tiffan memorandum)
- 1967: Mehr tot als lebendig (Un minuto per pregare, un istante per morire)
- 1967: Per piacere, non sparate col cannone
- 1968: Gangster sterben zweimal (Gangsters '70)
- 1968: Himmelfahrtskommando El Alamein (Commandos)
- 1968: Ein rabenschwarzes Schaf (La pecora nera)
- 1969: Queimada – Insel des Schreckens (Queimada)
- 1970: Bataillon der Verlorenen (Uomini contro)
- 1970: Meteore auf dem Asphalt (Bolidi sull'asfalto)
- 1971: Sabata kehrt zurück (È tornato Sabata… hai chiuso un'altra volta)
- 1972: Das Geheimnis der blutigen Lilie (Perché quelle strane gocce di sangue sul corpo di Jennifer?)
- 1972: Storia di Confine (Grenzgeschichte) (Storia di confine)
- 1973: Partirono preti, tornarono… curati
- 1973: Sieben Stunden der Gewalt (Sette ore di violenza per una soluzione imprevista)
- 1974: Die Verdächtigen (Les Suspects)
- 1975: Flic Story – Duell in sechs Runden (Flic Story)
- 1975: Das Ultimatum läuft ab (Mark il poliziotto)
- 1975: Die Viper (Roma a mano armata)
- 1975: Zorro
- 1976: The 44 Specialist (Mark colpisce ancora)
- 1976: Die Gang (Le Gang)
- 1976: In den Klauen der Mafia (Il conto è chiuso)
- 1976: Nina – Nur eine Frage der Zeit (A Matter of Time)
- 1977: Killer Imperium (Ritornano quelli della calibro 38)
- 1982: Giuseppe Verdi – Eine italienische Legende (Verdi)
- 1986: Allein gegen die Mafia 3 (La piovra 3)
- 1989: Die Verlobten (I promessi sposi, Miniserie, Folge Renzo und Lucia)
- 1991: La stella del parco (Fernsehserie)